# Brotogeris cyanoptera
Il parrocchetto alicobalto (Brotogeris cyanoptera Salvadori, 1891) è un uccello della famiglia degli Psittacidi.
Affine al parrocchetto disadorno, censito con due sottospecie molto simili tra loro, B. c. gustavi e B. c. beniensis, oltre alla sottospecie nominale, B. c. cyanoptera, si differenzia da B. tirica per una taglia minore, 18 cm, dovuta alla mancanza delle timoniere centrali lunghe, per la presenza attorno al becco e sulle spalle di segni gialli (soprattutto nelle due sottospecie) e per le remiganti cobalto che si notano soprattutto con l'uccello in volo. È molto diffuso in Colombia, Ecuador, Brasile, Perù e Bolivia; raro in cattività.